# Gössenheim
Gössenheim ist eine Gemeinde und deren Hauptort im unterfränkischen Landkreis Main-Spessart.

## Geographie
Gössenheim liegt an der Wern etwa 30 Kilometer nordwestlich von Würzburg.

## Gemeindegliederung
Gössenheim hat zwei Gemeindeteile (in Klammern ist der Siedlungstyp angegeben):
- Gössenheim (Pfarrdorf)
- Sachsenheim (Kirchdorf)

## Name

### Etymologie
Der Name Gössenheim besteht aus dem Personennamen Gozwin und dem althochdeutschen Wort heim.

### Frühere Schreibweisen
Frühere Schreibweisen des Ortes aus diversen historischen Karten und Urkunden:
| - 779 Gozensheim - 907 Gozzinesheim - 1133 Gozzenesheim - 1144 Gozzelesheim - 1167 Gozelesheim - 1245 Gozinsheim | - 1317 Gozzensheim - 1383 Goessensheim - 1404 Gössenheim - 1613 Gößenheim - 1831 Gössenheim |

## Geschichte

### Bis zur Gemeindegründung
Bereits zu Anfang des 7. Jahrhunderts war die Main- und Werngegend dem Merowingerreich unterworfen und fränkische Siedler hatten sich in großer Anzahl hier festgesetzt. So mischte sich im Werntal alemannische, thüringische, warnische und fränkische Bevölkerung.
Geschichtlich ist der Ortsname Gössenheim 779 erstmals erwähnt worden. Die adelige Witwe Hadaburch schenkte die Gemarkung Gössenheim mit allen Häusern und Leibeigenen an das Kloster Echternach im heutigen Luxemburg. Schon zur Zeit Karls des Großen muss Gössenheim Königsgut und ein nicht unbedeutender Ort gewesen sein. Im Jahr 907 tauschte das Kloster Echternach Besitz im Saale- und Werngau gegen Besitz im Mosel- und Niddagau mit dem Kloster Fulda, unter anderem auch Gössenheim. Dies wird in einer Urkunde des ostfränkischen Königs Ludwig das Kind bestätigt.
Die Homburg (ursprünglich „Hohenberg“) wurde in ihrer steinernen Gestaltung von den Herren von Homburg, beziehungsweise Zabelstein frühestens Mitte des 12. Jahrhunderts erbaut. Durch Erbfolge ging sie 1381 an die Familie von Bickenbach über. 1469 wurde der Ort mit der Homburg und den umliegenden Ortschaften an das Hochstift Würzburg verkauft, das ab 1500 ein Teil des Fränkischen Reichskreises war.
Im Zuge der Verwaltungsreformen in Bayern entstand mit dem Gemeindeedikt von 1818 die heutige Gemeinde.

### 19. bis 21. Jahrhundert
Gössenheim bildete bis etwa 1870 ein bewehrtes Dorf, dessen Ortskern durch die auch heute noch teilweise erhaltene Ringmauer umgeben und nach Osten, Norden und Westen gesichert war. Gössenheim liegt heute an der Bundesstraße 27 zwischen Karlstadt und Hammelburg und gehört zum Nahbereich des Unterzentrums Gemünden in der Region Würzburg.
Das Wahrzeichen von Gössenheim stellt die mächtige Burgruine Homburg dar. Weit über die Grenzen der näheren Umgebung hinaus bekannt ist das seit 1946 am Pfingstmontag stattfindende Sängerfest auf der Homburg, das Besucher aus nah und fern anzieht. Auch der aus den Reben der neuen Weinberge gewonnene Wein trägt den Namen der Burgruine, nämlich „Gössenheimer Homburg“.

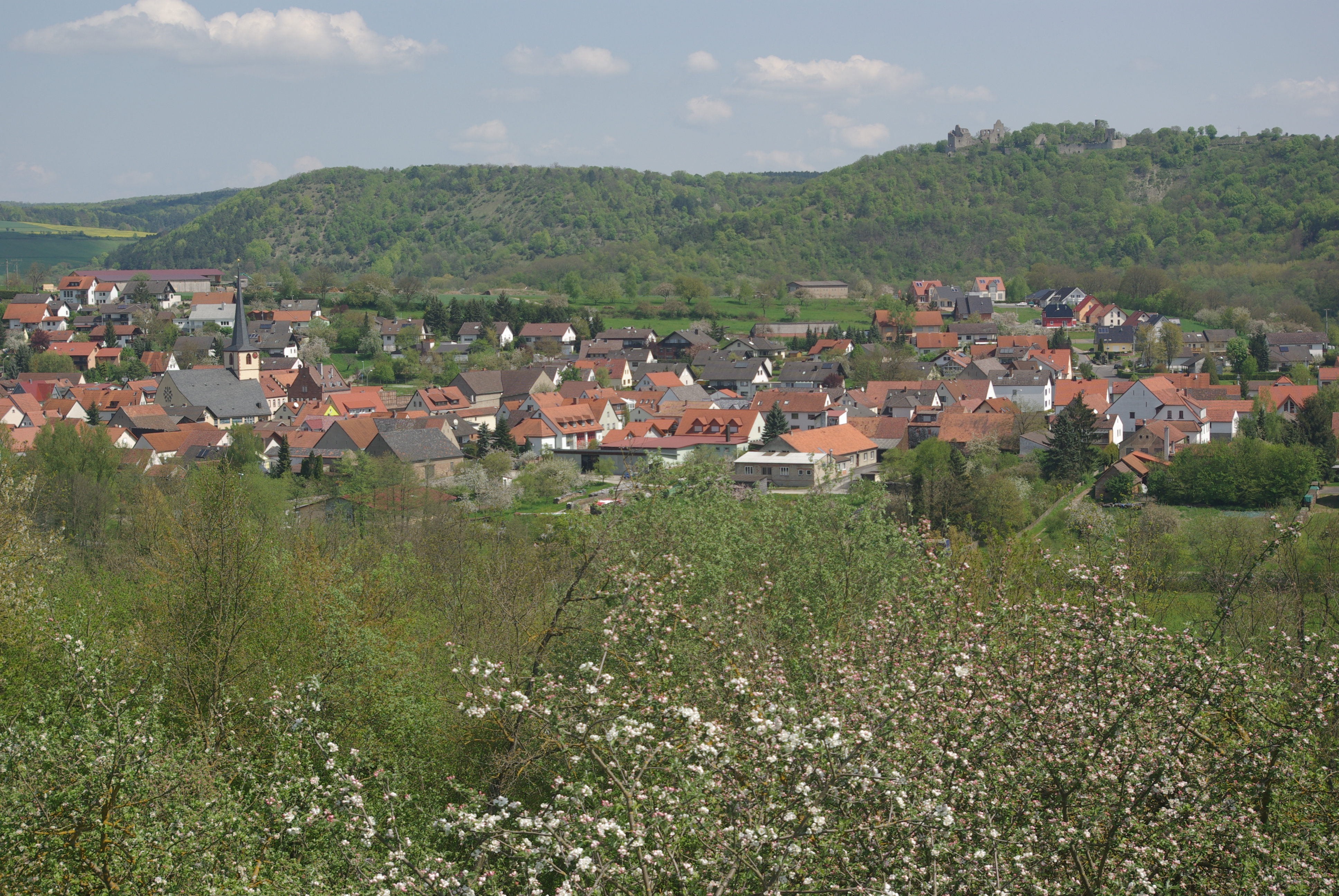
Blick auf das Dorf von Westen (im Hintergrund Ruine Homburg)

### Religionen
Die politische Gemeinde Gössenheim ist flächengleich mit der katholischen Pfarrei St. Radegundis Gössenheim des Bistums Würzburg. Außer der Pfarrkirche in Gössenheim mit ihrem gotischen Turm und dem modernen Langhaus von 1960 gibt es im Gemeindeteil Sachsenheim die barocke Filialkirche St. Hubertus.

### Eingemeindungen
Im Zuge der Gebietsreform in Bayern wurde am 1. Juli 1972 die Gemeinde Sachsenheim eingegliedert.

### Einwohnerentwicklung
Im Zeitraum 1988 bis 2018 sank die Einwohnerzahl von 1174 auf 1140 um 34 Einwohner bzw. um 2,9 %.
- 1961: 1054 Einwohner
- 1970: 1070 Einwohner
- 1987: 1167 Einwohner
- 1991: 1228 Einwohner
- 1995: 1243 Einwohner
- 2000: 1272 Einwohner
- 2005: 1300 Einwohner
- 2010: 1254 Einwohner
- 2015: 1179 Einwohner

## Politik
Die Gemeinde ist Mitglied der Verwaltungsgemeinschaft Gemünden am Main.

### Gemeinderat
Die Gemeinderatswahl 2020 ergab folgende Stimmenanteile und Sitzverteilung:
- Unabhängige Gössenheimer Bürger (UGB): 58,6 %, 7 Sitze
- Wählergemeinschaft Gössenheim-Sachsenheim: 41,4 %, 5 Sitze

### Bürgermeister
- seit 17. Oktober 2018: Klaus Schäfer (CSU/UGB)
- 2008–2018: Theo Gärtner (Unabhängige Gössenheimer Bürger)
- 2002–2008: Johann Popp (CSU)
- 1987–2002: Manfred Marold (CSU/Freie Wählergemeinschaft)
- seit 5/2020: Klaus Schäfer[9]

### Wappen
| Wappen von Gössenheim | Blasonierung: „Über blauem Schildfuß geteilt von Silber und Rot; oben nebeneinander drei rote Rauten, unten drei aufsteigende silberne Spitzen“ |
| Wappen von Gössenheim | Wappengeschichte: Die ältesten bekannten Grundherren in Gössenheim waren die Herren von Hohenberg, später Homburg (ob der Werrn). In Gössenheim sind sie 1170 mit Dietrich I. von Hohenberg (geb. 1154) erstmals nachgewiesen; Dietrich I. von Hohenberg ist in der Urkunde von 1170 als Ministerialer des Bischofs von Würzburg genannt, wobei Gössenheim zu dieser Zeit dem Kloster Fulda gehörte. 1381 starben die Hohenberger aus. Die Burg Homburg, die heute als zweitgrößte Burgruine Bayerns gilt, war angeblich von Reinhart von Hohenberg im 11. Jahrhundert errichtet worden; die erste urkundliche Erwähnung der Hohenburg stammt von 1157. An die Herrschaft der Hohenberger erinnern die drei Rauten aus dem Familienwappen. Der fränkische Rechen, die drei silbernen Spitzen in Rot, weist auf die Zugehörigkeit zum Hochstift Würzburg seit 1469 hin, die bis zum Ende des Alten Reichs 1803 währte. Gössenheim gehörte zum würzburgischen Amt Homburg ob der Wern. Grundstock dieses Amtes bildeten die Dörfer und Güter der Herren von Hohenberg und ihrer Besitznachfolger. Der blaue Schildfuß stellt die Lage der Gemeinde an der Wern dar, die das Gemeindegebiet von Südosten nach Nordwesten durchfließt. Dieses Wappen wird seit 1954 geführt. |

### Steuereinnahmen und Verschuldung
Im Jahre 2017 betrugen die Gemeindesteuereinnahmen 1.166.000 €, davon betrugen die Gewerbesteuereinnahmen (netto) 352.000 € und die Einkommensteuerbeteiligung 616.000 €. Die Verschuldung betrug 2017 insgesamt 196.000 €, das sind 169 € pro Einwohner.

## Wirtschaft und Infrastruktur

### Wirtschaft einschließlich Land- und Forstwirtschaft
Es gab 2011 nach der amtlichen Statistik im produzierenden Gewerbe 234 und im Bereich Handel und Verkehr 22 sozialversicherungspflichtig Beschäftigte am Arbeitsort. In sonstigen Wirtschaftsbereichen waren am Arbeitsort 60 Personen sozialversicherungspflichtig beschäftigt. Sozialversicherungspflichtig Beschäftigte am Wohnort gab es insgesamt 316. Im verarbeitenden Gewerbe gab es zwei Betriebe, im Bauhauptgewerbe einen Betrieb. Zudem bestanden im Jahr 2010 sieben landwirtschaftliche Betriebe mit einer landwirtschaftlich genutzten Fläche von 202 ha, davon waren 172 ha Ackerfläche und 27 ha Dauergrünfläche.

### Verkehr
Direkt durch den Ort führt die Bundesstraße 27. Zudem liegt Gössenheim an der fast ausschließlich von Güterzügen frequentierten Werntalbahn.
Etwa 1,2 km nordwestlich des Ortszentrums liegt das Ultraleichtfluggelände Gössenheim.

### Nahwärmeversorgung
Im Jahr 2014 begannen die Bauarbeiten zur flächendeckenden Nahwärmeversorgung im Gebiet der Gemeinde Gössenheim. Hierzu wurden von der Nahwärme Gössenheim eG über 8 km Stahlleitungen vorzugsweise in den öffentlichen Grund eingebracht. Die ersten Haushalte konnten im September 2015 mit Wärme aus der Heizzentrale Am Energiepark 1 versorgt werden, wobei der Endausbau des ca. neun Kilometer langen Nahwärmenetzes im Jahr 2016 erfolgen dürfte.

## Bildung
Es gibt folgende Einrichtungen, Stand (1. September 2011):
- Kindergarten: 80 Plätze mit 70 Kindern
- Grundschule: acht Lehrer bei 100 Schülern

## Persönlichkeiten
- Johann Philipp Seuffert (1693–1780), Orgelbauer
- Gerhard Eichelmann (* 1962), Fachautor und Verleger für Weinliteratur